# Konstal 102N
Konstal 102N je dvoučlánková tramvaj, která byla vyráběna v letech 1967 až 1969 v podniku Konstal a která byla odvozena od vozu Konstal 13N. Úzkorozchodná verze byla označena jako 802N. Celkem bylo vyrobeno 47 vozů této první sériově vyráběné polské kloubové tramvaje, jež našla uplatnění u tamních dopravních podniků. Ve výrobě byl vůz nahrazen modernějším typem Konstal 102Na. Mezi dopravními fanoušky se jim přezdívá „kanciaki“.

## Konstrukce
Konstal 102N je jednosměrný šestinápravový motorový tramvajový vůz skládající se ze dvou částí – článků. Po mechanické stránce je shodný se svým předchůdcem, tramvají 13NS. Vozová skříň tramvaje je usazena na třech dvounápravových podvozcích, z nichž první a poslední jsou hnací, prostřední, na němž se nachází kloubové spojení obou článků, je bezmotorový. V každém článku se v pravé bočnici nacházejí dvoje skládací dveře ovládané elektricky. Elektrický proud je z trolejového vedení odebírán pantografem umístěným na střeše předního článku. V přední části vozu se nachází oddělená kabina řidiče, který ovládá tramvaj jízdním a brzdovým pedálem.

## Typy
- 102N
- 802N (rozchod: 1000 mm)

## Dodávky tramvají
V letech 1967 až 1969 bylo vyrobeno celkem 42 vozů 102N a 5 vozů 802N. Byly určeny výhradně pro Polsko (Krakov, Gdaňsk, katovická konurbace, Poznaň, Vratislav, Bydhošť a Lodž).
| Současný stát | Město               | Článek | Typ  | Roky dodávek | Počet vozů | Evidenční čísla  | Zdroj |
| ------------- | ------------------- | ------ | ---- | ------------ | ---------- | ---------------- | ----- |
| Polsko        | Bydhošť             | článek | 802N | 1970         | 2          | 442–443          | [ 3 ] |
| Polsko        | Gdaňsk              | článek | 102N | 1969         | 5          | 03100–03104      | [ 4 ] |
| Polsko        | katovická konurbace | článek | 102N | 1967–1970    | 18         | 131–141, 143–150 | [ 5 ] |
| Polsko        | Krakov              | článek | 102N | 1969         | 7          | 201–207          | [ 6 ] |
| Polsko        | Lodž                | článek | 802N | 1970         | 5          | 1–5              | [ 7 ] |
| Polsko        | Poznaň              | článek | 102N | 1969         | 8          | 1–8              | [ 8 ] |
| Polsko        | Vratislav           | článek | 102N | 1969         | 2          | 2001–2002        | [ 9 ] |

## Historické vozy
| Původní provoz      | Evidenční číslo | Současný majitel     | Rok výroby | Historický od roku | Zdroj  |
| ------------------- | --------------- | -------------------- | ---------- | ------------------ | ------ |
| katovická konurbace | 8               | Tramwaje Śląskie     | 1970       |                    | [ 10 ] |
| Krakov              | 203             | MPK Kraków           | 1969       | 1994               | [ 11 ] |
| Krakov              | 2002            | TMW Wrocław          | 1969       |                    | [ 12 ] |
| Poznaň              | 5               | Tramwaje Warszawskie | 1969       | 2004               | [ 13 ] |
| Poznaň              | 1               | MPK Poznań           | 1969       |                    | [ 14 ] |

## Galerie

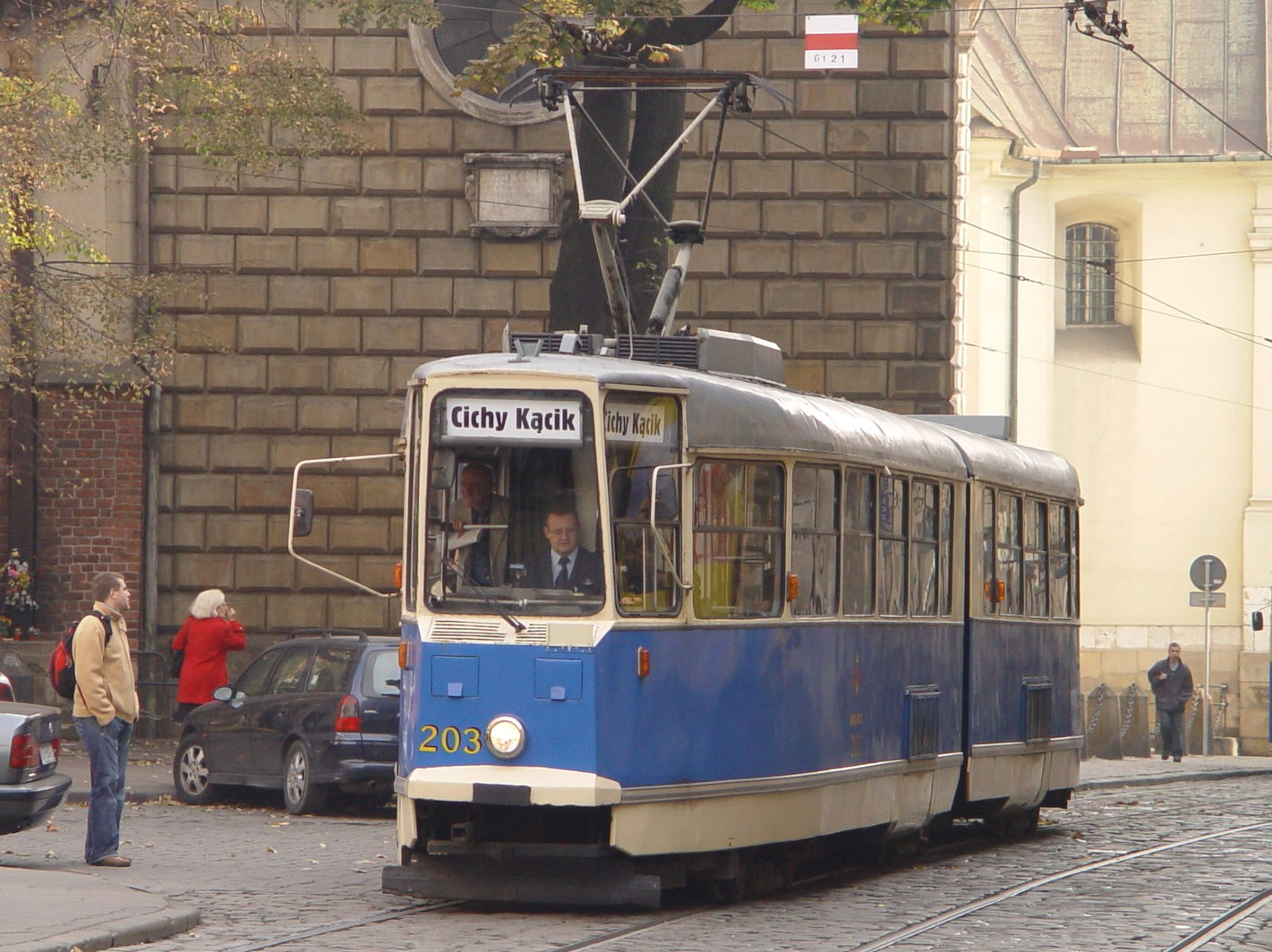
Historická tramvaj 102N v Krakově
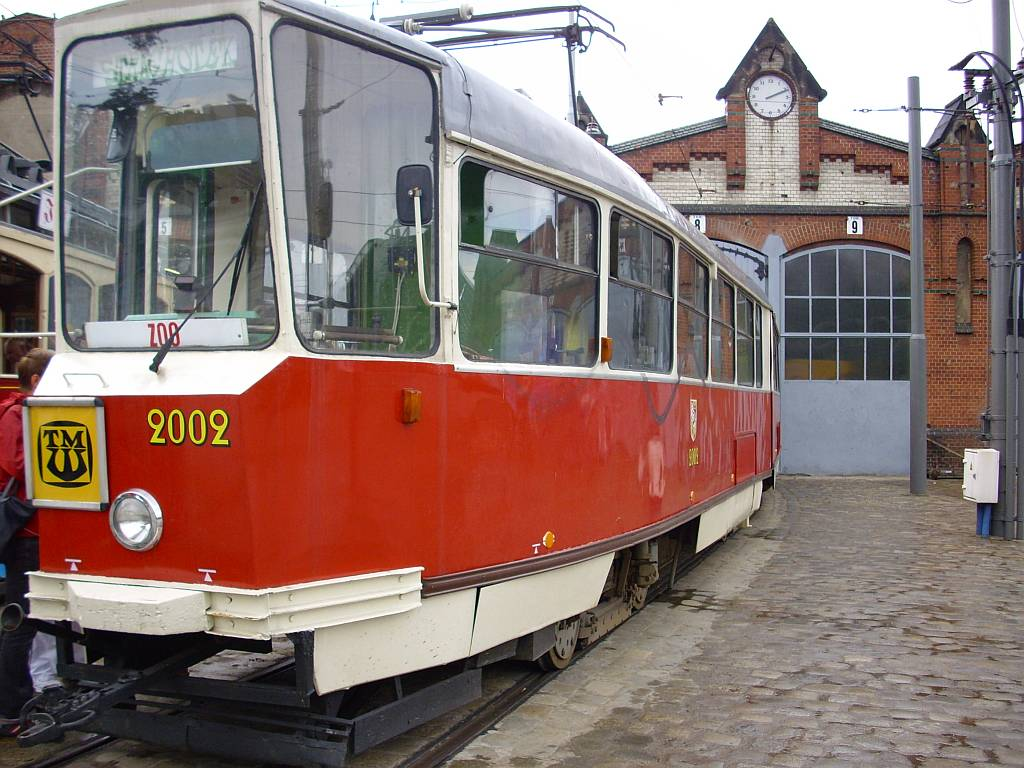
Historická tramvaj 102N ve Vratislavi
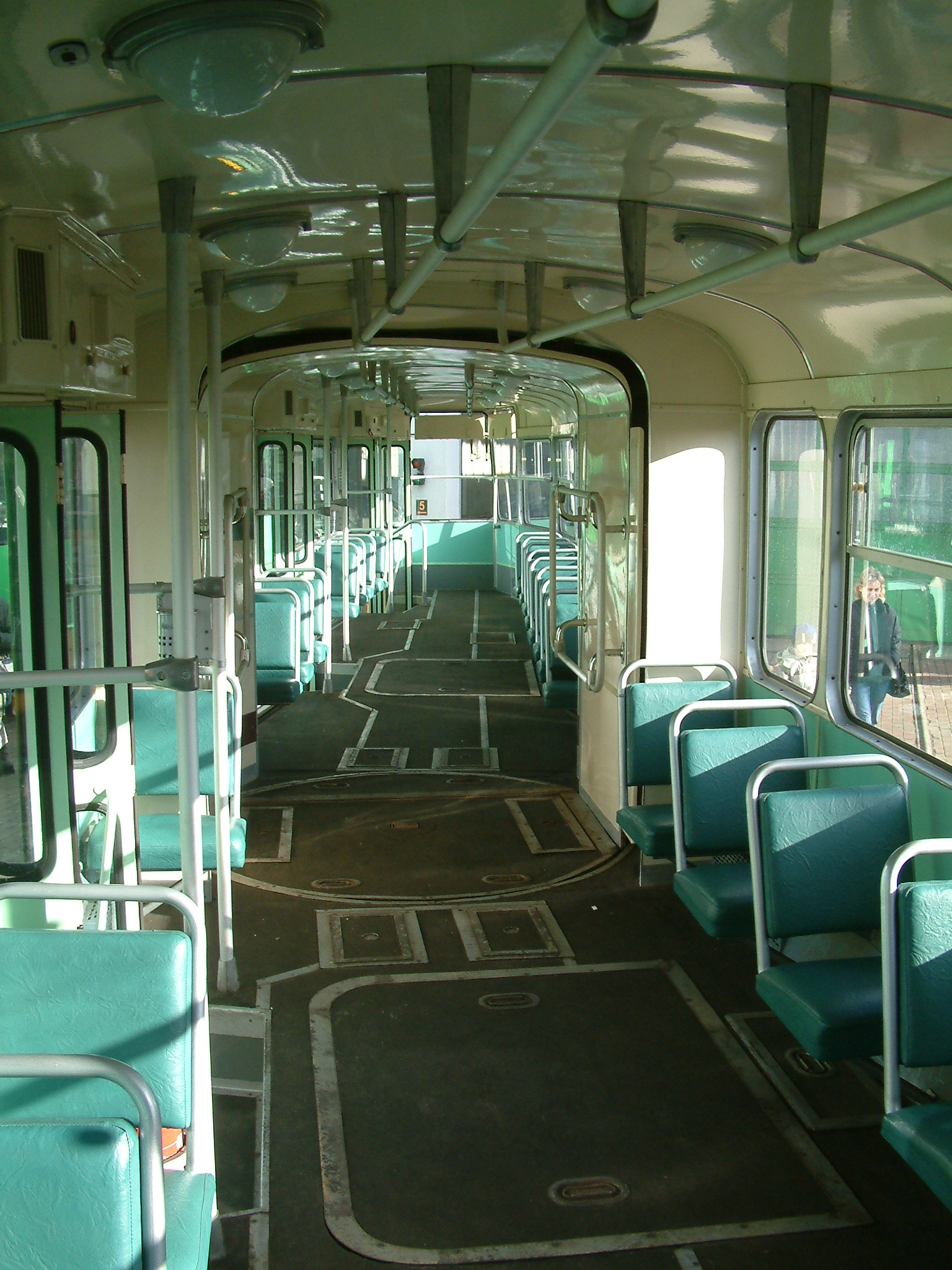
Interiér poznaňské tramvaje 102N
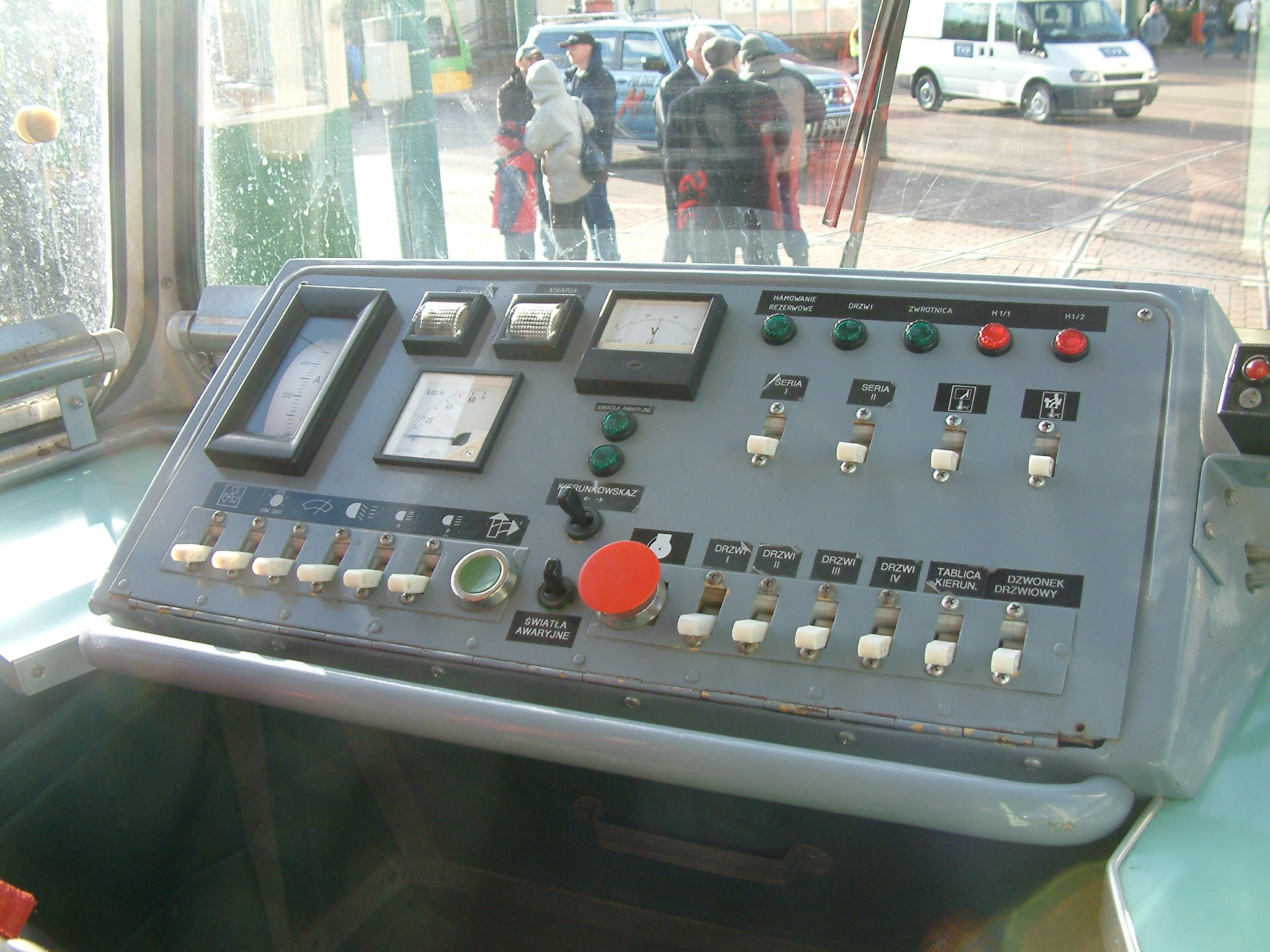
Řídicí pult tramvaje 102N v Poznani